# Campodorus deletus
Campodorus deletus là một loài tò vò trong họ Ichneumonidae.